# شیامن اینترنشنال سنتر
شیامن اینترنشنال سنتر (انگلیسی: Xiamen International Centre) ساختمان اداری ۶۸ طبقه مستقر در شهر شیامن، چین است، که در سال ۲۰۱۷ احداث گردید.